# Partiële leerplicht
Partiële leerplicht of deeltijdse leerplicht is een vorm van verplicht onderwijs waarbij men gedeeltelijk een opleiding volgt en de rest van de tijd werkt (of werk zoekt). Dit is een vorm van leerplicht die is gekozen voor hen die niet graag op school zitten maar toch een behoorlijke beroepsopleiding willen krijgen. Door de combinatie opleiding-werk hopen deze jongeren hun kansen op de arbeidsmarkt te vergroten.

## Vlaanderen
In 1983 werd de leerplicht verlengd van 16 tot 18 jaar onder Daniël Coens. Sindsdien loopt de voltijdse leerplicht tot 16 jaar, of tot 15 jaar als men reeds twee leerjaren secundair onderwijs achter de rug heeft, en kan men ook aan de leerplicht tot 18 jaar voldoen in de deeltijdse leerplicht:
- Het leercontract bestond toen ook al, en werd dus erkend als opleiding die in aanmerking komt om te voldoen aan de leerplicht.
- Het deeltijds beroepssecundair onderwijs werd toen in het leven geroepen om schoolmoeë leerlingen op te vangen en hen toch een zekere (beroeps)kwalificatie mee te geven.

## Nederland
In Nederland is per 1 augustus 2007 de partiële leerplicht vervallen.
Iets anders is "vervangende leerplicht". Als blijkt dat een leerling niet in staat is om het voltijds dagonderwijs te volgen, kan de school voor hem een alternatief leertraject opstellen, ten vroegste vanaf 14 jaar.